# Vallée latérale

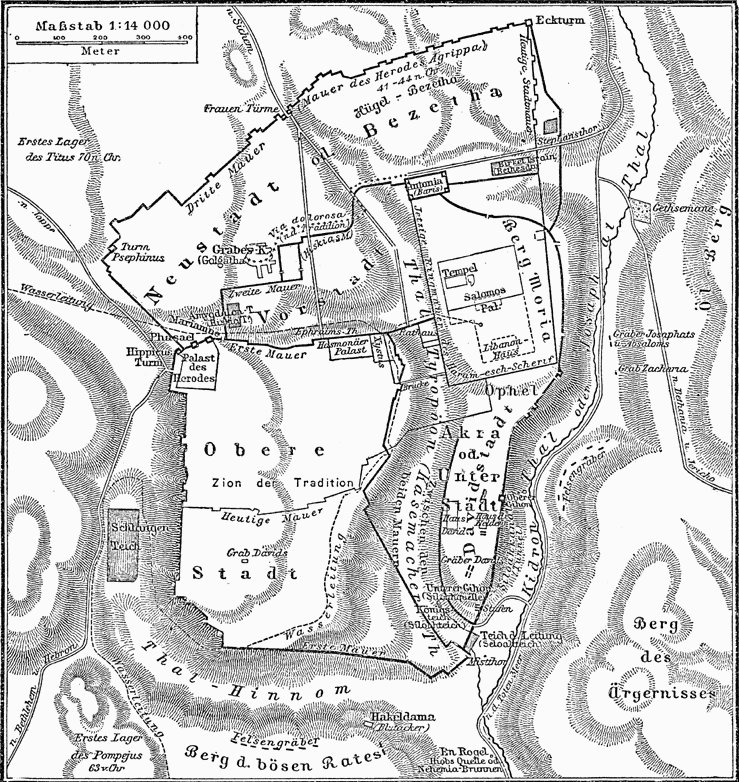
Carte de Jérusalem avec ses remparts à l'époque du Second Temple

La Vallée latérale désigne une ancienne dépression, aujourd'hui comblée située naguère dans  la Vieille ville de Jérusalem. Cette vallée orientée dans un axe est-ouest, elle débutait dans sa partie occidentale par la Tour de David et rejoignait dans sa partie orientale, la vallée de Tyropœôn, au niveau de l'actuelle esplanade du Mur des Lamentations.
Elle suit donc de nos jours, le tracé des actuelles rues Rehov hashalshelet et Rehov David, marquant la limite entre les quartiers juif et arménien d'une part, avec les quartiers musulman et chrétien de l'autre.
À la fin du IIe siècle av. J.-C., elle est bordée par la partie septentrionale des remparts qui furent élevés autour de la vieille ville par les Hasmonéens.

## Sources
- (he) Cet article est partiellement ou en totalité issu de l’article de Wikipédia en hébreu intitulé « נחל צולב » (voir la liste des auteurs).